# Villacorta (Riaza)
Villacorta es una localidad, pedanía del municipio de Riaza, en la antigua comarca histórica de Comunidad de Villa y Tierra de Ayllón, en la provincia de Segovia, comunidad autónoma de Castilla y León, España. Se encuentra a 13 km de Riaza, por la carretera de Santibáñez de Ayllón.
Situada en la vertiente norte de la sierra de Ayllón es, junto a Madriguera, uno de los exponentes de la Arquitectura Roja. Forma parte de la llamada Ruta de los pueblos Rojos de Segovia, denominada así por las piedras ferruginosas y las tierras arcillosas de la zona, lo que le da el característico color rojizo.

## Historia
La primera noticia escrita que se tiene de Villacorta es de 1353 de nuestra era (en el documento original figura en 1391 porque es de la era Hispánica), en que aparece en la estadística de iglesias de la diócesis de Sigüenza, como perteneciente al arciprestazgo de Ayllón "las eglesias Araguetos e de Estevan vela e Villa corca es un  beneficio curado e rinde 160 mrs" (maravedies).
Todo ello está recogido en el libro "Historia de la Diócesis de Sigüenza y de sus Obispos" del Obispo Toribio Minguella
Pertenece, históricamente, a la Comunidad de Villa y Tierra de Ayllón.
Englobada en el Sexmo de la sierra de dicha comunidad de villa y tierra junto a los cercanos pueblos de Madriguera, Becerril, El Muyo, El Negredo y Serracín.
Estuvo bajo el señorío del marqués de Villena.
En un intento de reforma de los límites provinciales a inicios del siglo XIX, se la integra en la provincia de Burgos, desligándola de la de Segovia. Dicha división quedó derogada y al realizarse la actual división de provincias, en 1833 dicha Comunidad de Ayllón quedó fraccionada, repartiéndose sus pueblos entre Segovia, Soria y Guadalajara.
Eclesiásticamente perteneció a la diócesis de Sigüenza, hasta que pasó a la de diócesis de Segovia en 1953.
Administrativamente el municipio fue agregado en 1979 al Ayuntamiento de Riaza, al cual pertenece actualmente.
En 1979 el municipio de Villacorta, que entonces contaba con las pedanías de Alquité y Martín Muñoz de Ayllón anexionadas ambas en 1847, se agregó al municipio de Riaza.

## Demografía
| Gráfica de evolución demográfica de Villacorta entre 1842 y 1970 |
| |
| Población de derecho según los censos de población del INE Población de hecho según los censos de población del INEEntre el censo de 1857 y el anterior, crece el término del municipio porque incorpora a 405006 (Alquite) y 405021 (Martín Muñoz de Ayllón) Entre el censo de 1981 y el anterior, este municipio desaparece porque se integra en el municipio 40170 (Riaza) |

| 34            | 32 | 38 | 37 | 36 | 37 | 34 | 35 | 31 | 27 | 28 | 28 | 26 |
| (Fuente: INE) |    |    |    |    |    |    |    |    |    |    |    |    |

### Censos históricos
1. 1.Según el Censo de Pecheros de Carlos I de 1528 había 25 vecinos pecheros (o con obligación de pagar impuestos)
2. 2.Según el Censo de la Sal de 1631 hay 13 vecinos obligados a pagar y 280 ganados, por 17 fanegas de sal, 1020 (millones a maravedíes 7044)
3. 3.Según el Diccionario de Pascual Madoz en 1848 había 26,5 vecinos, 84 almas en 26 casas (capital imponible 41 273 reales, contribución al 20,72%)

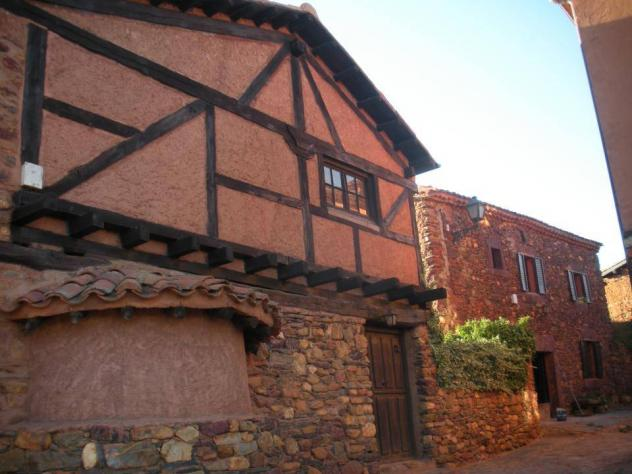
Arquitectura Roja
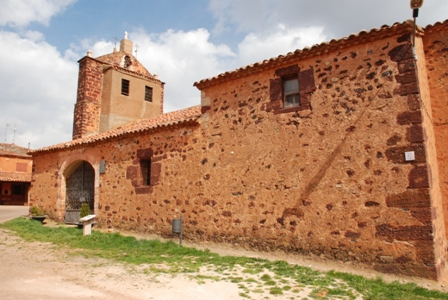
Iglesia de Santa Catalina (Villacorta)
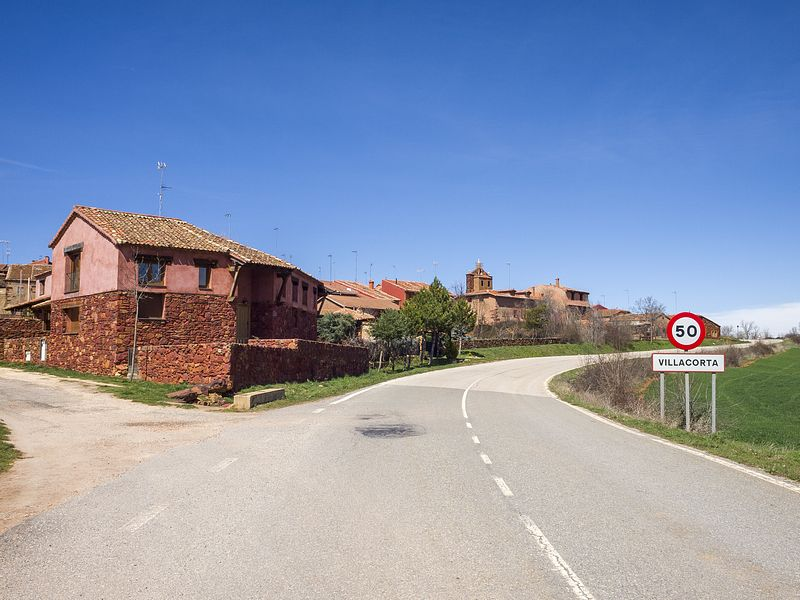
Entrada a Villacorta.
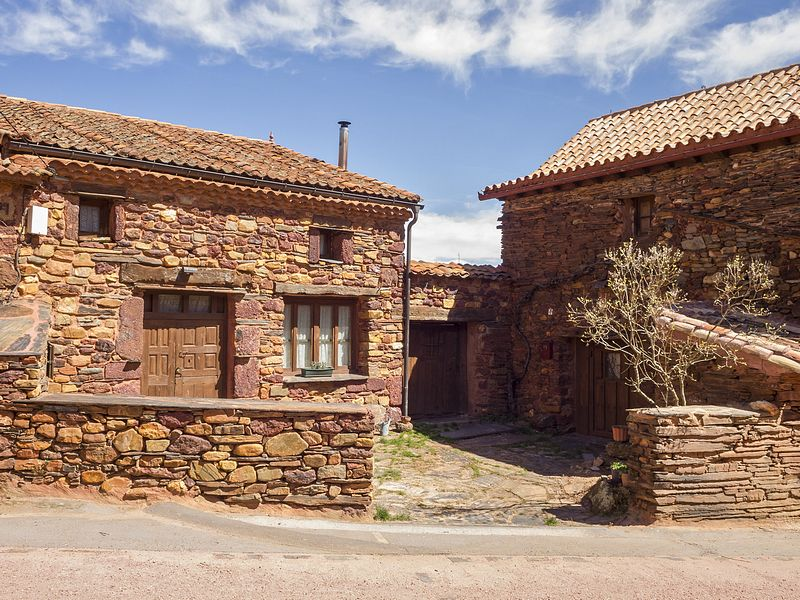
Arquitectura típica en Villacorta.
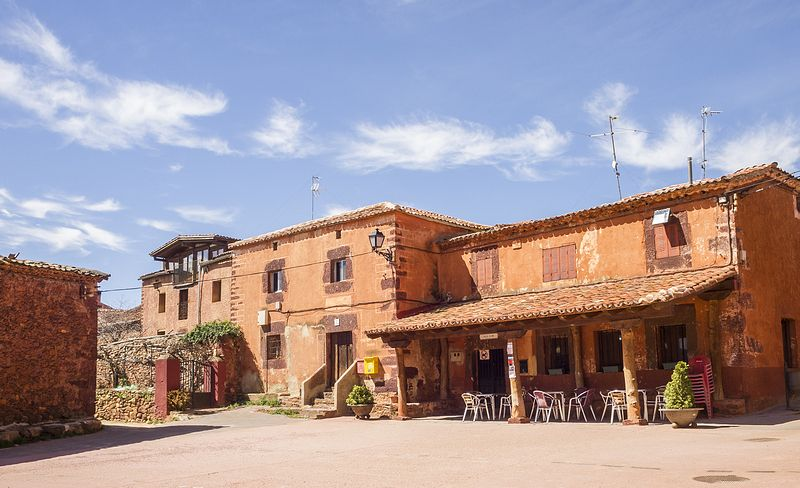
Plaza de Villacorta.
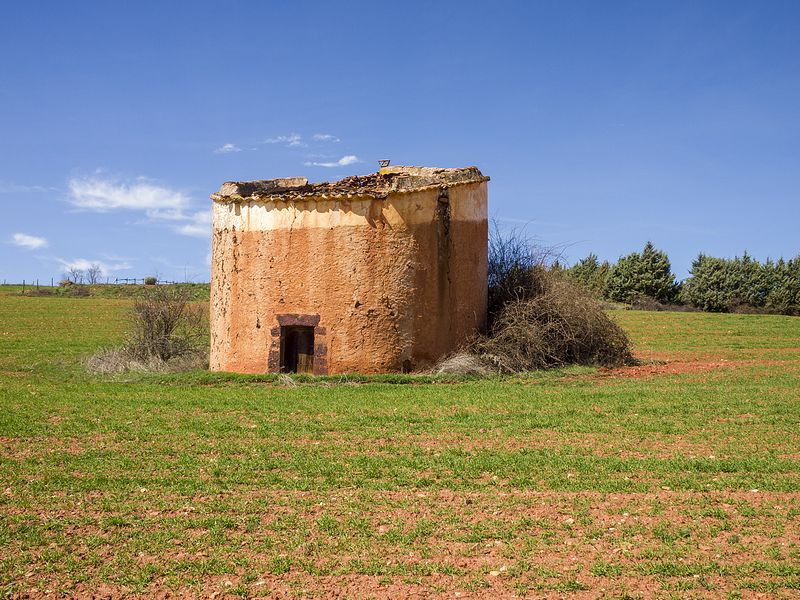
Antiguo palomar en Villacorta.

## Administración y política
Villacorta fue municipio independiente con ayuntamiento propio hasta el 8 de junio de 1979.
| Periodo   | Nombre                    | Partido | Partido |
| --------- | ------------------------- | ------- | ------- |
| 1979-1983 | Ignacio Márquez y Márquez |         | UCD     |
| 1983-1987 | -                         |         | -       |

## Cultura

### Patrimonio
- En el centro del pueblo se encuentra la iglesia de Santa Catalina, que destaca por su pórtico románico y por un artesanado mozárabe.
- Existen dos palomares típicos que se encuentran en muy buen estado de conservación.
- A la orilla del río Vadillo hay 2 molinos
  - Aguas arriba del pueblo, un antiguo molino harinero (Molino de la Ferrería), cuyo  uso actual es el de  casa rural.
  - Aguas abajo, un segundo molino (Molino del Puente de Hierro) al lado de un magnífico puente
- En las inmediaciones de la pedanía se localiza la ermita de San Roque, que cuenta en su interior con una talla del santo.
- En esa misma dirección, muy cercana, está la ermita del Padre Eterno, perteneciente a Estebanvela.

### Festividades
- San Roque, el 16 de agosto;
- Santa Catalina, el 25 de noviembre.